# Retro
 (décembre 2023).
La mise en forme du texte ne suit pas les recommandations de Wikipédia : il faut le « wikifier ».
Les points d'amélioration suivants sont les cas les plus fréquents :
- Les titres sont pré-formatés par le logiciel. Ils ne sont ni en capitales, ni en gras.
- Le texte ne doit pas être écrit en capitales (les noms de famille non plus), ni en gras, ni en italique, ni en « petit »…
- Le gras n'est utilisé que pour surligner le titre de l'article dans l'introduction, une seule fois.
- L'italique est rarement utilisé : mots en langue étrangère, titres d'œuvres, noms de bateaux, etc.
- Les citations ne sont pas en italique mais en corps de texte normal. Elles sont entourées par des guillemets français : « et ».
- Les listes à puces sont à éviter, des paragraphes rédigés étant largement préférés. Les tableaux sont à réserver à la présentation de données structurées (résultats, etc.).
- Les appels de note de bas de page (petits chiffres en exposant, introduits par l'outil «  Source ») sont à placer entre la fin de phrase et le point final[comme ça].
- Les liens internes (vers d'autres articles de Wikipédia) sont à choisir avec parcimonie. Créez des liens vers des articles approfondissant le sujet. Les termes génériques sans rapport avec le sujet sont à éviter, ainsi que les répétitions de liens vers un même terme.
- Les liens externes sont à placer uniquement dans une section « Liens externes », à la fin de l'article. Ces liens sont à choisir avec parcimonie suivant les règles définies. Si un lien sert de source à l'article, son insertion dans le texte est à faire par les notes de bas de page.
- La présentation des références doit suivre les conventions bibliographiques. Il est recommandé d'utiliser les modèles {{Ouvrage}}, {{Chapitre}}, {{Article}}, {{Lien web}} et/ou {{Bibliographie}}. Le mode d'édition visuel peut mettre en forme automatiquement les références.
- Insérer une infobox (cadre d'informations à droite) n'est pas obligatoire pour parachever la mise en page.

Pour une aide détaillée, merci de consulter Aide:Wikification.
Si vous pensez que ces points ont été résolus, vous pouvez retirer ce bandeau et améliorer la mise en forme d'un autre article.
Retro est un coffret de musique de 2002 du groupe anglais New Order. Il comprend quatre CD thématiques. Au Royaume-Uni, les premières quantités étaient accompagnées d'un cinquième disque contenant des morceaux avec des numéros de sortie limités.

## Histoire
Le coffret a été publié à titre de compromis. Le manager du groupe, Rob Gretton, avait initialement imaginé un coffret appelé Recycle, qui contiendrait tous les singles que New Order avait sortis, un single par CD, dans un coffret de 20 CD. Cependant, London Records a jugé cela excessif et l'idée a été abandonnée. New Order a sorti Get Ready en 2001 et un an plus tard, Retro a fait surface.
Les CD ont chacun un thème particulier : Pop, Fan, Club et Live . Chacun a été sélectionné par un ami du groupe.
L'idée du cinquième disque bonus en édition limitée est née du résultat direct des protestations en ligne selon lesquelles le projet Recycle avait été abandonné. Les fans du groupe ont vu la liste des morceaux rétro comme un exercice d'encaissement décevant car elle n'offrait rien de rare ou de remarquable, et aucun morceau qui n'était déjà largement disponible sur CD. La dissidence exprimée sur le forum NewOrderOnline a attiré l'attention de la direction du groupe qui a négocié avec HMV pour financer la série limitée de 3 000 disques inclus dans les copies initiales du coffret vendu exclusivement par leurs magasins britanniques.

## Liste des pistes
Toutes les chansons écrites par New Order, sauf indication contraire.
| 1.  | Fine Time (from Technique)                        | 4:42 |
| 2.  | Temptation (from 12" single Fac63)                | 8:42 |
| 3.  | True Faith (from Substance)                       | 5:53 |
| 4.  | The Perfect Kiss (from Low-Life)                  | 4:49 |
| 5.  | Ceremony (from 12" single Fac33)                  | 4:24 |
| 6.  | Regret (from Republic)                            | 4:08 |
| 7.  | Crystal (from Get Ready)                          | 6:49 |
| 8.  | Bizarre Love Triangle (from Brotherhood)          | 4:21 |
| 9.  | Confusion (from 12" single Fac93)                 | 8:13 |
| 10. | Round & Round (from Technique)                    | 4:31 |
| 11. | Blue Monday (from 12" single Fac73)               | 7:28 |
| 12. | Brutal (from The Beach Motion Picture Soundtrack) | 4:49 |
| 13. | Slow Jam (from Get Ready)                         | 4:52 |
| 14. | Everyone Everywhere (from Republic)               | 4:25 |